# Leon Mestel
Leon Mestel, britanski astronom, * 5. avgust 1927, Melbourne, Avstralija, † 15. september 2017.
Rodil se je v Melbournu v družini rabina, ko je bil star tri leta so emigrirali v Združeno kraljestvo. Študiral je na Kolidžu Trinity v Cambridgeu, kjer je diplomiral leta 1948 in doktoriral štiri leta kasneje.
Po podoktorskem izpopolnjevanju na Univerzi v Leedsu in Univerzi Princeton se je vrnil na Univerzo v Cambridgeu kot predavatelj matematike. Leta 1966 je odšel na Univerzo v Manchestru, kjer je dobil položaj profesorja uporabne matematike, od tam pa leta 1973 na Univerzo Sussexa kot profesor astronomije. Leta 1992 se je upokojil in dobil naziv zaslužnega profesorja Univerze Sussexa.
Raziskovalno se je posvečal nastajanju in zgradbi zvezd, zlasti zvezdnemu magnetizmu in magnetohidrodinamiki.
Za svoje delo je prejel več priznanj, med drugim Eddingtonovo medaljo (1993) in zlato medaljo Kraljeve astronomske družbe (2002). Že leta 1977 je bil sprejet za člana Kraljeve družbe.